# Championnat de Dominique de football 2016-2017
Navigation
Saison précédente Saison suivante
La saison 2016-2017 du Championnat de Dominique de football est la soixante-sixième édition du championnat national en Dominique. Les dix équipes engagées sont regroupées au sein d'une poule unique où elles s'affrontent à deux reprises. En fin de saison, le dernier du classement est relégué et remplacé par le meilleur club de First League.
C'est le tenant du titre, Dublanc Football Club qui remporte à nouveau la compétition cette saison après avoir terminé en tête du classement final, devant Harlem United et Exodus FC. Il s’agit du troisième titre de champion de Dominique de l'histoire du club.

## Les clubs participants
- Wacky Rollers SC - Promu de First Division
- RIC Kensbro - Promu de First Division
- Pointe-Michel FC - Promu de First Division
- Bath Estate
- Northern Concrete & Steel Bombers
- Signman Maddleham United
- Dublanc Football Club
- Sagicor South East
- Harlem United
- Exodus FC

## Compétition
Le barème de points servant à établir le classement se décompose ainsi :
- Victoire : 3 points
- Match nul : 1 point
- Défaite : 0 point

### Classement
| Rang | Équipe                            | Pts | J  | G  | N | P  | Bp | Bc | Diff |
| ---- | --------------------------------- | --- | -- | -- | - | -- | -- | -- | ---- |
| 1    | Dublanc Football ClubT            | 40  | 17 | 13 | 1 | 3  | 48 | 13 | +35  |
| 2    | Harlem United                     | 38  | 18 | 12 | 2 | 4  | 52 | 15 | +37  |
| 3    | Exodus FC                         | 35  | 18 | 11 | 2 | 5  | 32 | 19 | +13  |
| 4    | Sagicor South East                | 30  | 17 | 9  | 3 | 5  | 39 | 27 | +12  |
| 5    | Northern Concrete & Steel Bombers | 25  | 16 | 8  | 1 | 7  | 32 | 23 | +9   |
| 6    | Pointe-Michel FCP                 | 25  | 17 | 8  | 1 | 8  | 34 | 38 | -4   |
| 7    | Scotia Bank Bath Estate           | 23  | 16 | 7  | 2 | 7  | 33 | 36 | -3   |
| 8    | Signman Maddleham UnitedP         | 20  | 17 | 5  | 5 | 7  | 25 | 26 | -1   |
| 9    | Wacky Rollers SCP                 | 10  | 16 | 3  | 1 | 12 | 16 | 39 | -23  |
| 10   | RIC KensbroP                      | 0   | 18 | 0  | 0 | 18 | 6  | 81 | -75  |

|  | Champion de Dominique 2016-2017                 |
|  | Relégation en First Division                    |
|  | T : Tenant du titre P : Promu de First Division |

## Bilan de la saison
| Championnat de Dominique de football 2016-2017 |                                  |
| Champion                                       | Dublanc Football Club (3e titre) |
| Qualifications continentales                   |                                  |
| CFU Club Championship 2018                     | Aucun                            |
| Promotions et relégations                      |                                  |
| Promus en National Premier League              | Mahaut Soca Strikers             |
| Relégués en First Division                     | RIC Kensbro                      |